# ああ結婚 (テレビドラマ)
『ああ結婚』（ああけっこん）は、1990年1月4日 - 2月23日にTBS『花王 愛の劇場』枠にて放送された日本の昼ドラマ。全37回。同枠における、石井ふく子がプロデューサーを務めた作品の第9作目。

## 概要
核家族の中で大事に育てられたひとりっ子同士のカップルが結婚を誓い合うが、自分の子を溺愛する両家の母親ふたりが猛反対！なかなか結婚はできず、前途多難な日々を…
ひとりっ子同士のカップルが結婚に至るまでの道のりを描いたホームドラマ

## 配役
- 上原秀子(上原家 母)：赤木春恵
- 上原大作(上原家 一人息子)：岸田智史
- 上原喬平(上原家 父)：佐藤英夫
- 加納千津(加納家 母)：林美智子
- 加納郁子(加納家 一人娘)：松本友里
- 加納洋之介(加納家 父)：はかま満緒
- 林田亀鶴(秀子の弟)：犬塚弘
- 林田絹子(亀鶴の妻)：大森暁美
- 磯端由起子(喬平と洋之介の行きつけの小料理屋の女将)：上村香子
- 吉岡啓介(大作の同僚)：別府康男
- 塙信彦(大作の同僚)：榎本壮一
- 藤野健司(大作の同僚)：玉野井直樹
- 長谷哲郎(大作の同僚)：高江兼信
- 緒方彩子(郁子の同僚)：和気香子
- 津村美智(郁子の同僚)∶紺野ゆかり
- 長谷川宏次(純子の父)：横井徹
- 長谷川昌子(純子の母)：青柳喜伊子
- 長谷川純子(大作の見合い相手)：鈴木てるえ
- 林田彰(亀鶴と絹子の長男)：佐藤晃市
- 林田昂(亀鶴と絹子の二男)：梶野博司
- 林田智(亀鶴と絹子の三男)：石川匤
- 林田ゆかり(亀鶴と絹子の長女)：大野紋香
- 潮正澄(大作と郁子の勤務先の副社長[注釈 1])：鈴木昭生
- 司会者∶宇月陽介
- 運転手∶まさき博人
- 宴会係∶米倉真樹
- 役名なし(居酒屋の客)∶河野郁夫
- 女子社員：木野しのぶ
- 医者：小山内一雄
- 支配人：進藤忠
- 山口(秀子の近所の主婦)：秋山京子
- 医者：伊藤正博
- 看護婦：浅井由美子
- サラリーマン：加藤治
- 役名なし(医者)：平林尚三
- 役名なし(千津の近所の夫婦)：綱島寛、山口夏穂
- 佐藤夫人(郁子の見合いの仲人)：森田育代
- ノンクレジット(喫茶店のウェイトレス)：森下桂
- 看護婦：佐藤典子
- 受付嬢：青山旭子
- 役名なし(不動産屋の女・大作の新しい女と勘違いされる)：矢野いづみ
- 役名なし(ディスコのボーイ)：渡辺佳幸
- 役名なし(警察官)∶茶風林、谷口敦
- 電気屋∶大月秀敏
- 管理人∶竹田光裕
- 配達員∶佐々木淳
- 方言指導：中山透
- その他∶早川プロ、緑山塾

## スタッフ
- 原作 - 橋田壽賀子「結婚する手続き」より
- 脚本 - 石井君子
- 演出 - 川俣公明
- 音楽 - 小川寛興
- プロデューサー - 石井ふく子／村上瑛治郎（TBS）、小川良尚
- 技術協力 - 東通
- 制作協力 - 緑山スタジオ・シティ
- 製作 - ストーンウェル、TBS

## 主題歌
- 「ブラウスとワイシャツの恋」

作詞：西沢爽 / 作曲･編曲：狛林正一
歌：美空ひばり

## 再放送
- 2024年2月26日から4月29日まで日本BS放送（BS11）で再放送された。[1]
- 2024年7月9日から9月11日まで日本BS放送（BS11）で再放送された。[2]